# 작센코부르크고타 공국
작센코부르크고타(독일어: Sachsen-Koburg und Gotha)는 작센 공작령 중 하나로, 독일 중부 튀링겐 지방에 있던 베틴 가의 공국이다. 1825년 작센-코부르크 공국과 작센-고타-알텐부르크 공국이 합병되면서 수립되었으며 1871년부터 1918년까지 프로이센과 동군연합을 이루어서 성립했던 공국이다.
면적은 1,977km2. 인구는 1905년 당시 24만 3000명이었다. 공국의 수도는 고타에 두고 있으나 여름에는 코부르크가 된다.

## 역사
1826년 작센-코부르크-잘펠트 공국이 작센-고타-알텐부르크 공국을 합병하면서 성립되었다. 에른스트 1세의 막내 아들 알베르트는 빅토리아 여왕의 배우자가 된다. 그래서 잉글랜드 왕가의 명칭은 1901년부터 1917년까지 작센-코부르크-고타 가였다. 이 공국은 1866년 북독일 연방을 거쳐 1871년 독일제국의 일부가 되었다. 공작 알프레트의 외아들 알프레드가 1899년 자살하고, 1900년 후계자 없이 공작 알프레트가 죽자, 빅토리아 여왕의 손자인 찰스 에드워드가 카를 에두아르트 공작으로 즉위하였다. 1918년 11월 18일, 독일 혁명의 와중에 고타시(市) 군인-노동자 평의회가 공작 카를 에두아르트를 퇴위시켰고 이 공국은 다시 작센-코부르크와 작센-고타로 나뉘게 되었다. 1920년 고타(Gotha) 지역은 튀링겐주에, 코부르크(Coburg) 지역은 바이에른주에 흡수되었다.

## 역대 군주
- 1826년 - 1844년 에른스트 1세 (1784-1844년)
- 1844년 - 1893년 에른스트 2세 (1818-1893년)
- 1893년 - 1900년 알프레트 (1844-1900년)
- 1900년 - 1918년 카를 에두아르트 (1884-1954년)

## 작센-코부르크-고타가 수장
- 1918년 - 1954년 카를 에두아르트
- 1954년 - 1998년 프리드리히 요시아스 (1918-1998년)
- 1998년 - 현재 안드레아스 (1943년-)

## 작센코부르크고타 왕가

### 영국
- 에드워드 7세 (1901년~1910년)
- 조지 5세 (1910년~1936년, 1917년 왕조 이름을 윈저로 개명)

### 불가리아
- 페르디난드 1세 (1887년~1918년)
- 보리스 3세 (1918년~1943년)
- 시메온 2세 (1943년~1946년)

### 포르투갈
- 페드루 5세 (1853년~1861년)
- 루이스 1세 (1861년~1889년)
- 카를루스 1세 (1889년~1908년)
- 마누엘 2세 (1908년~1910년)

### 벨기에
- 레오폴 1세 (1830년~1865년)
- 레오폴 2세 (1865년~1909년)
- 알베르 1세 (1909년~1934년)
- 레오폴 3세 (1934년~1951년)
- 보두앵 (1951년~1993년)
- 알베르 2세 (1993년~2013년)
- 필리프 (2013년~ 현재)

## 같이 보기
- 에른스트계 작센 제공국